# چیبوراشکا (فیلم ۱۹۷۱)
چیبوراشکا (انگلیسی: Cheburashka؛ روسی: Чебура́шка؛ IPA: [tɕɪbʊˈraʂkə] ()) یک فیلم پویانمایی روسی به کارگردانی رامان آبلویچ کاچانوف است که در سال ۱۹۷۱ منتشر شد.
یوری نورشتاین یکی از انیماتورهای اصلی این کارتون بود.

## داستان
چیبوراشکا تولد گنا تمساح را تبریک می‌گوید و یک هلیکوپتر اسباب بازی به او هدیه می‌دهد. پس از ملاقات با برخی از پیشگامان، آنها تصمیم می‌گیرند که خودشان پیشگام باشند. آنها برای بچه‌های محلی یک زمین بازی می‌سازند و ضایعات فلزی جمع آوری می‌کنند و پس از آن پیشگام می‌شوند.